# The Ref
The Ref (titulada: El árbitro en México y Esto (no) es un secuestro en España) es una película estadounidense de comedia, drama y crimen de 1994, dirigida por Ted Demme, escrita por Marie Weiss y Richard LaGravenese, los protagonistas son Denis Leary, Judy Davis y Kevin Spacey, entre otros. El filme fue producido por Touchstone Pictures y Don Simpson/Jerry Bruckheimer Films; se estrenó el 9 de marzo de 1994.

## Sinopsis
Este largometraje trata acerca de un ladrón que se ve forzado a tomar como rehén a una familia conflictiva, esta situación sucede durante la Nochebuena.